# Roselin de Lichtenstein
Rhodospiza obsoleta
Genre
Espèce
Synonymes
- Fringilla obsoleta Lichtenstein, 1823 Protonyme
- Carduelis obsoleta (Lichtenstein, 1823)
- Bucanetes obsoletus Cabanis, 1851
- Rhodopechys obsoletus
- Rhodopechys obsoleta
- Erythrospiza obsolete

Statut de conservation UICN

 LC  : Préoccupation mineure
Le Roselin de Lichtenstein (Rhodospiza obsoleta) est une espèce de passereaux de la famille des Fringillidae, l'unique représentante du genre Rhodospiza.

## Historique et dénomination
L'espèce Rhodospiza obsoleta a été décrite par l'ornithologue allemand Martin Lichtenstein en 1823, sous le nom initial de Fringilla obsoleta.

## Distribution
Sud-est de la Turquie, Proche-Orient (Syrie, Jordanie, Israël), extrême nord-ouest de l’Arabie
Saoudite, Irak, Iran, Afghanistan, Pakistan (Balouchistan), Turkménistan, sud-est du Touzbek, sud-est du Kazakhstan, Tadjikistan, Kirghizistan, Tien-Chan, Sinkiang, monts Kouen Louen, sud-ouest de la Mongolie.

## Habitat
Cet oiseau est inféodé aux plaines et aux montagnes couvertes de steppes mais il a besoin de zones plantées de quelques arbres comme les rives des cours d’eau, les vergers irrigués, les jardins des villes et les rangées d’arbres le long des routes en Asie centrale. Pour l’Inde et le Pakistan, Ali & Ripley (2001) rapportent qu’il affectionne particulièrement les vergers, les champs en friche et les zones couvertes de plantes herbacées. En Chine, il habite les zones semi-arides parsemées de buissons et visite les jardins ou les champs cultivés mais évite les déserts pierreux et sableux (MacKinnon & Phillipps 2000).

## Alimentation
Selon Ali & Ripley (2001), il se nourrit surtout de graines et de bourgeons de fleurs.
Roberts (1992) a observé un groupe de huit spécimens, fin octobre, dans le cantonnement de Quetta, Pakistan, en train de se nourrir sur une pelouse en picorant, de façon sélective,
les têtes florales des plantes herbacées. Selon Dementiev (in Roberts 1992), il manifeste
un goût prononcé pour les graines d’une plante herbacée (Alhagi camelorum), très commune dans la vallée de Quetta. La photo d’Aurélien Audevard, prise récemment le 5 juin 2007 à Charyn, région d’Almaty, dans les montagnes Boguty, sud-est du Kazakhstan, montre un groupe se nourrissant de graines (siliques) d’une crucifère (brassicacée) : Erophila verna.

## Mœurs
Il est considéré comme globalement sédentaire mais localement nomade, errant en hiver et regagnant ses quartiers de nidification au printemps. Il est plus arboricole que le roselin githagine, se perchant ou nichant volontiers dans les arbres. Le lien du couple perdure jusqu’en été, après la saison de nidification car il est alors régulièrement observé en train de se nourrir en couples. Il se tient en couples ou en groupes comptant jusqu’à 20 individus selon la saison. Il se nourrit surtout sur le sol mais se perche volontiers dans les arbres ou les buissons et sur les fils téléphoniques.

## Parade nuptiale
Une photo (in Ottaviani 2008) montre que le vol nuptial est caractérisé par des battements d’ailes papillonnants de type verdier, les ailes et la queue largement déployées.

## Nidification

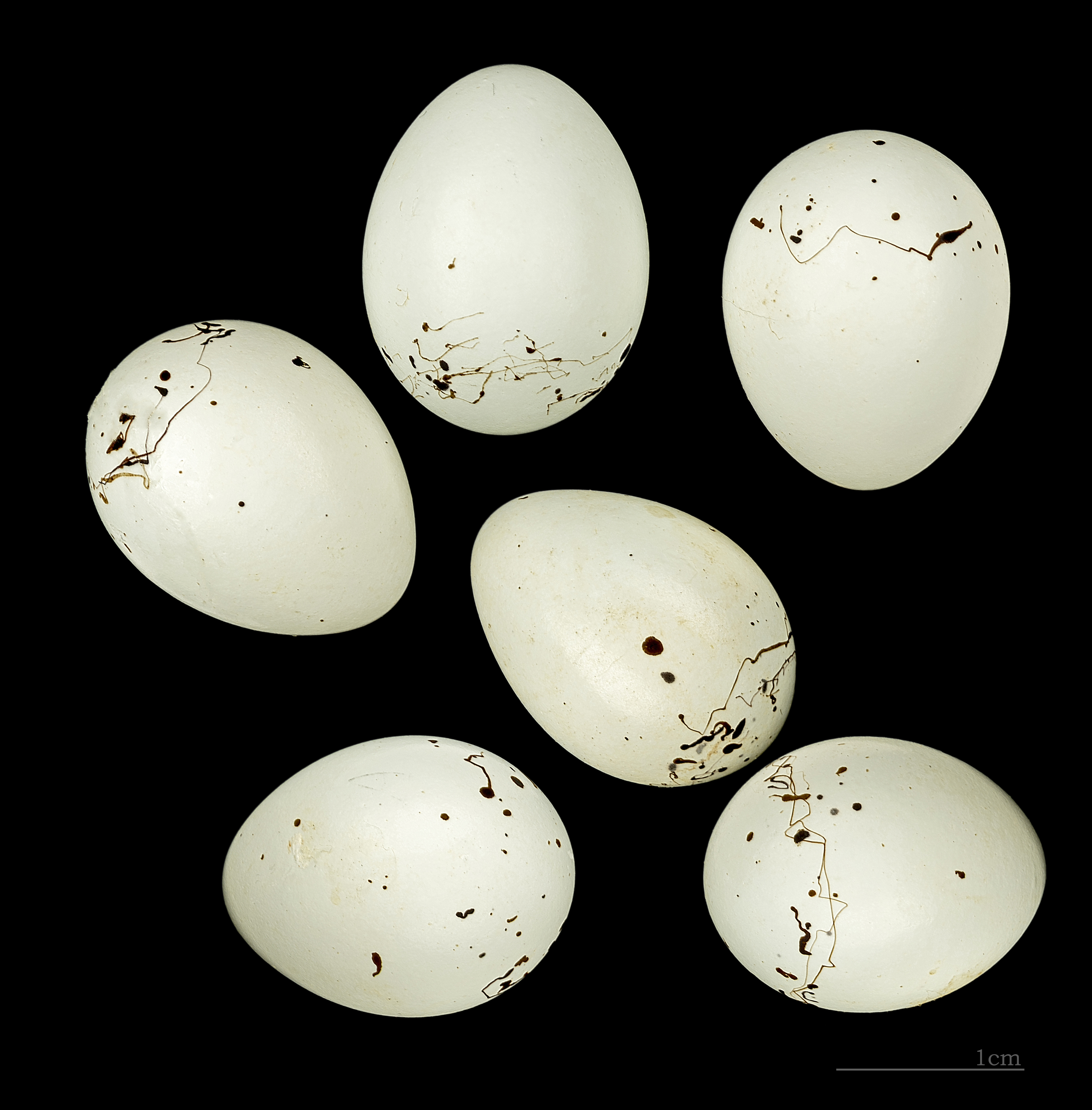
Œufs de Rhodospiza obsoleta Muséum de Toulouse

L’espèce nichait très couramment dans les années 1920 dans les jardins des villes de l’ex-URSS puis elle s’y est raréfiée du fait de l’augmentation du trafic automobile et du dérangement grandissant. Roberts (1992) a découvert un nid dans le parc d’Hazar Ganji, Pakistan. Il était placé à un mètre du sol dans les tiges couvertes de fleurs jaunes d’un exemplaire de Ferula oopoda, une ombellifère xérophytique. Il consistait en une coupe désordonnée de tiges de Sophora mollis et d’Artemisia scoparia, tapissée intérieurement de douces fibres végétales mais sans poils ni plumes. Les cinq œufs étaient bleu pâle lâchement tachetés de brun foncé ou de noir-pourpre avec quelques stries ou vermiculures. Une photo (in Ottaviani 2008) montre un nid construit dans un arbuste sec et comportant
une lâche assise de brindilles et de rameaux secs mais avec un épais revêtement intérieur de laine blanchâtre.